# 臭氧化钠
臭氧化钠，化学式 NaO3，是钠的臭氧化物，含有臭氧根离子 (O3-)。
一些实验报告声称，通过臭氧和氢氧化钠的反应，可以产生臭氧化钠，但产生的物质不纯，并且这种物质在室温下的稳定性与其他报告相矛盾。臭氧化钠和臭氧化钾、臭氧化铷和臭氧化铯不同，不能由金属和臭氧直接反应而成。它是在氨溶液中使用离子交换和穴醚制成的。
它在室温下不稳定，-10°C 以上时分解成超氧化钠和氧气。
{\displaystyle {\ce {2NaO3 -> 2NaO2 + O2}}}
不过，臭氧化钠可以在 -18°C下存放几个月。